# Звјеринац
Звјеринац је насељено мјесто у Далмацији. Припада општини Бискупија у оквиру Шибенско-книнске жупаније, Република Хрватска. Према прелиминарним подацима са последњег пописа 2021. године у месту је живело 52 становника.

## Географија
Налази се 9 км јужно од Книна.

## Историја
До територијалне реорганизације у Хрватској насеље се налазило у саставу бивше велике општине Книн. Звјеринац се од распада Југославије до августа 1995. године налазио у Републици Српској Крајини.

## Култура
У Звјеринцу се налази храм Српске православне цркве Св. Цара Лазара из 1889. године, која је 2005. постала мушки манастир. У Звјеринцу је и римокатоличка црква Св. Ане.

## Становништво
Звјеринац је по попису становништва из 1991. године имао 344 становника, од тога 290 Срби, 48 Хрвати, 5 југословени и 1 остали. Према попису становништва из 2001. године, Звјеринац је имао 37 становника. Звјеринац је према попису из 2011. године имао 70 становника.
| Националност       | 1991. | 1981. | 1971. | 1961. |
| Срби               | 290   | 286   | 329   | 327   |
| Хрвати             | 48    | 58    | 63    | 72    |
| Југословени        | 5     | 4     | 7     |       |
| остали и непознато | 1     | 1     |       | 5     |
| Укупно             | 344   | 349   | 399   | 404   |

| Демографија | Демографија | Демографија |
| Година      | Становника  | Становника  |
| ----------- | ----------- | ----------- |
| 1961.       | 404         |             |
| 1971.       | 399         |             |
| 1981.       | 349         |             |
| 1991.       | 344         |             |
| 2001.       | 37          |             |
| 2011.       |             | 70          |

## Попис 1991.
На попису становништва 1991. године, насељено место Звјеринац је имало 344 становника, следећег националног састава:
| Попис 1991.‍  | Попис 1991.‍  | Попис 1991.‍ | Попис 1991.‍ | Попис 1991.‍ |
| ------------ | ------------ | ----------- | ----------- | ----------- |
|              |              |             |             |             |
| Срби         | Срби         |             | 290         | 84,30%      |
| Хрвати       | Хрвати       |             | 48          | 13,95%      |
| Југословени  | Југословени  |             | 5           | 1,45%       |
| неопредељени | неопредељени |             | 1           | 0,29%       |
| укупно: 344  |              |             |             |             |

## Презимена
- Буач — Православци, славе Св. Николу
- Зарач — Православци, славе Св. Ђурђа
- Зарић — Православци, славе Св. Николу
- Кнежевић — Православци, славе Св. Николу
- Конфорта — Римокатолици
- Матић — Римокатолици
- Петровић — Православци, славе Св. Ђурђа
- Плавша — Православци, славе Св. Ђурђа
- Прибојан — Православци, славе Св. Козму и Дамјана (Врачи)
- Радаковић — Православци, славе Св. Николу
- Смиљанић — Православци, славе Св. апостола и јеванђелисту Матеја
- Тркуља — Православци, славе Св. Јована
- Челебичанин — Православци, славе Св. Јована
- Ћосић — Православци, славе Св. Стефана